# Joe Kinnear
Joseph Patrick "Joe" Kinnear (Dublin, 27 december 1946 – Londen, 7 april 2024) was een betaald voetballer en trainer uit Ierland. Hij speelde als verdediger gedurende zijn carrière, meestal als rechtsachter. Kinnear is een 26-voudig Iers international. Na zijn spelerscarrière werd hij actief als trainer van onder meer Wimbledon, Nottingham Forest en Newcastle United. Daarnaast was hij bondscoach van het Indiaas en Nepalees voetbalelftal.

## Clubcarrière
Kinnear bracht 10 seizoenen profvoetbal door bij de Engelse topclub Tottenham Hotspur van 1965 tot 1975. Zijn ontwikkeling genoot Kinnear bij St. Albans City, een Engelse club uit het graafschap Hertfordshire. Zelf is hij afkomstig uit de Ierse hoofdstad Dublin. In 1972 won hij de UEFA Cup met de Spurs. Een Engels onderonsje met Wolverhampton Wanderers staat te boek als de allereerste finale van de UEFA Cup. Tottenham won met 1–2, een 'brace' (twee goals) vanwege Martin Chivers. Hij speelde de finale als rechtsachter naast centrale verdediger Mike England. Met Spurs won hij ook de FA Cup in 1967 en tweemaal de League Cup (1971 en 1973).
Kinnear verliet de Spurs in 1975 en bracht zijn totaal aantal competitiewedstrijden op 196. Hij scoorde twee competitiedoelpunten. Kinnear sloot zijn carrière in 1976 af bij Brighton & Hove Albion aan de Engelse zuidkust. Hij speelde nog zestien competitiewedstrijden voor Brighton, waarin hij een keer scoorde.

## Trainerscarrière

### Azië
De trainersloopbaan van Kinnear nam in 1983 een aanvang in Saoedi-Arabië bij Al-Shabab als assistent van Dave Mackay. Kinnear was een trouwe volgeling van Mackay. In 1984 was hij de bondscoach van het Indiaas voetbalelftal en drie jaar later kreeg Kinnear dezelfde job toegewezen bij het Nepalees voetbalelftal.

### Terugkeer naar Engeland
Vanaf 1989 begon Kinnear aan zijn doortocht als trainer in Engeland. Zijn eerste club was Doncaster Rovers, opnieuw onder Mackay en na diens ontslag als interim-manager.

#### Wimbledon
In 1992 nam Kinnear over van Aston Villa-icoon en gewezen aanvaller Peter Withe bij de Engelse eersteklasser Wimbledon. Met Wimbledon debuteerde hij in 1992 de nieuwe Premier League. Kinnear was bijna acht jaar trainer van Wimbledon. In maart 1999 werd hij geveld door een hartaanval, die hij overleefde. Hij legde echter zijn functie als trainer van Wimbledon om gezondheidsredenen neer. De club degradeerde in 2000 uit de Premier League.

#### Luton Town en Nottingham Forest
Kinnear keerde pas terug in 2001 en werd aangesteld als coach van Luton Town. Op 11 februari 2004 kreeg Kinnear tweedeklasser Nottingham Forest onder zijn hoede, maar werd gauw ontslagen.

#### Newcastle United
In het seizoen 2008/09 had Kinnear de leiding over Premier League-club Newcastle United. Op 7 februari 2009 werd Kinnear in allerijl naar het ziekenhuis gebracht en onderging met spoed een openhartoperatie. Hij stopte bijgevolg als trainer en het scenario uit 1999 deed zich weer voor. In 2009 degradeerde Newcastle onder clubicoon Alan Shearer uit de Premier League. Kinnear ging in 2013 opnieuw bij Newcastle aan de slag als Director of Football. Hij stapte af van deze functie in februari 2014.
Kinnear overleed op 7 april 2024 op 77-jarige leeftijd. Hij leed sinds 2015 aan vasculaire dementie.

## Erelijst
| Competitie        |                   |                   |
| Competitie        | Aantal            | Jaren             |
| Tottenham Hotspur | Tottenham Hotspur | Tottenham Hotspur |
| ----------------- | ----------------- | ----------------- |
| FA Cup            | 1×                | 1966/67           |
| League Cup        | 2×                | 1970/71, 1972/73  |
| UEFA Cup          | 1×                | 1971/72           |
| FA Charity Shield | 1×                | 1967              |